# Sundasciurus tenuis
Sundasciurus tenuis е вид бозайник от семейство Катерицови (Sciuridae).

## Разпространение
Видът е разпространен в Бруней, Индонезия (Калимантан и Суматра), Малайзия (Западна Малайзия, Сабах и Саравак), Сингапур и Тайланд.